# Father Goose
 Father Goose és una pel·lícula dels Estats Units de Ralph Nelson, estrenada el 1964.

## Argument
Durant la Segona Guerra Mundial a les Mars del Sud, Walter Eckland, que passa el seu temps recollint tot el que el mar li porta, està convençut que és espiat pels avions que sobrevolen la seva illa. Arriba llavors una institutriu seguida de les seves alumnes que intenta fugir dels japonesos.

## Repartiment
- Cary Grant: Walter Christopher Eckland
- Leslie Caron: Catherine Freneau
- Trevor Howard: Comandant Frank Houghton
- Jack Good: Tinent Stebbings
- Sharyl Locke: Jenny
- Pip Sparke: Anne
- Verina Greenlaw: Christine
- Stephanie Berrington: Elizabeth Anderson
- Jennifer Berrington: Harriet MacGregor
- Laurelle Felsette: Angelique
- Nicole Felsette: Dominique

## Premis i nominacions
Premis
- Oscar al millor guió original per S.H. Barnett, Peter Stone, Frank Tarloff

Nominacions
- Oscar al millor so per Waldon O. Watson (Universal City SSD)
- Oscar al millor muntatge per Ted J. Kent
- Globus d'Or a la millor pel·lícula musical o còmica